# مزرعه علی‌آباد (نظرآباد)
مزرعه علی‌آباد روستایی در دهستان تنکمان جنوبی بخش تنکمان شهرستان نظرآباد استان البرز ایران است.

## جمعیت
بر پایه سرشماری عمومی نفوس و مسکن در سال ۱۳۹۵ جمعیت این مکان ۱۵ نفر (۵خانوار) بوده‌است.